# Јаблановача
Јаблановача (Agrocybe aegerita) врста је јестиве гљиве која је заступљена на топлијим мјестима.

## Клобук
Клобук је величине 5-18 центиметара, код младих високо и обло испупчен, код старих све спљоштени до плитко удубљен. Упадљиво суве и и врло танке кожице, која се већином код одраслих распукне или мрежасто набора. Често са мрљама боје рђе које настају од оструне са других примјерака или трљања од дрво.

## Листићи
Листићи равно прирасли, са зупцем или мало силазно, не густи у дну доста дебљи, нагрижене оштрице, широки 4-7 милиметара бјели, свикасти, на крају смеђи као рђа дуван или чоколада.

## Boja
Boja је боје рђе

## Стручак
Стручак најдебљи изнад дна, испод поново дужи готово као корјенаст. Уздужно грубо влакнаст и већином испруган. Бијел и каснје одозго надоље све смеђи, понекад и мало маслинаст. Пун и тврд као ђон, радо се распуцава у тракама, влакнима или љускама На пресјеку пушта провидан безбојни сок. Доста високо носи један ужи, но дебљи прстен.

## Месо
Месо доста дебело, компактно и сочно, упадљиво бјело у контрасту са смеђим листовима у доњој половини стручка жућкасто-смеђ. укус пријатан, мирис предиван, најприближније на мошт и ликер истовремено.

## Микроскопија
Споре појединачно од жутог до смеђег издужено.

## Станиште
Распрострањене на на топлијим мјестима на пањевима, балванима и живом дрвећу. У свим републикама али не у сваком крају. Највише у обалама Јадрана. Најчешће расте грмолико са по 3 до 15 примјерака.

## Јестивост
Међу најквалитетним гљивама. Особито укусна на жару или као ражњић. На жалост не може се сушити.